# Васильєва Олена Борисівна
Олена Борисівна Васильєва — російська громадська діячка, голова правління всеросійської громадської організації «Міжрегіональний координаційний центр „Забутий полк“», засновниця групи у соцмережі Facebook «Вантаж-200 з України в Росію», що збирає дані про загиблих російських військових на Сході України. Народилася в місті Горькому.
Українські журналісти неодноразово звинувачували Васильєву в поширенні очевидно недостовірної інформації.

## Діяльність
Васильєва починала свою діяльність в роки перебудови як борець за екологію і проти ядерних випробувань, очолювала регіональний антиядерний рух «Без'ядерна Північ»[джерело?].
У 2000 році брала участь у громадському розслідуванні обставин загибелі підводного човна «Курськ», потім долучилася до російського опозиційного руху[джерело?].
У 2006 році Васильєва стала лідером мурманського регіонального відділення «Об'єднаного громадянського фронту» Гаррі Каспарова, увійшовши також до складу федерального керівництва організації. Крім того, Васильєва очолила Міжрегіональний координаційний центр «Забутий полк», який позиціював себе як організація, створена для захисту соціальних прав учасників бойових дій та військовослужбовців[джерело?].
У 2012 році Васильєва була координатором табору «ОккупайАбай», потім стала ініціатором створення і одним з організаторів Експертної ради опозиції. У 2013 році включилася в захист членів затриманого і відправленого у СІЗО міста Мурманська екіпажу судна «Грінпіс» «Арктик Сі»[джерело?].

## Груз 200
«Груз 200» або «Груз-200 из Украины в Россию» — група у соцмережі Facebook, створена в серпні 2014 року під час війни Росії в Україні, покликана допомогти сім'ям росіян встановити їхніх родичів, які брали участь у війні на боці агресорів як військовослужбовці російської армії чи найманці і загинули на території України, а також доставити тіла цих осіб родинам в Росію.
Крім того, організація дізнається і висвітлює місця дислокації і кількість російських військ на території України.
Наприкінці літа 2014 року Васильєва почала публікувати документи, що свідчать про таємне вторгнення російських збройних сил на територію України.
19 серпня 2018 року Васильєва оголосила про офіційне закриття проєкту «Груз 200».

### «Загибла футбольна команда»
Перераховуючи імена нібито вбитих на Донбасі російських солдатів, Васильєва насправді називала прізвища гравців футбольної команди з Оренбурга «Газовик-2». Оголошений список прізвищ довірливо передрукували майже всі провідні українські ЗМІ.

## Критика журналістської спільноти
Олену Васильєву неодноразово звинувачували у поширенні неправдивої інформації щодо втрат російських військових у зоні АТО.
Як зазначає український журналіст та блогер Денис Казанський, попри численні факти дезінформації, Васильєву досі вважають в українських ЗМІ авторитетним експертом, якого цитують різні видання. На думку журналіста, Васильєва «виконує відразу два важливих завдання: по-перше, дискредитує українську журналістику, а по-друге, забиває інформаційний простір сміттям, у завалах якого вкрай непросто відшукати реальні дані та свідчення про перебування російських солдатів в Україні».
7 лютого 2015 колишній український журналіст Анатолій Шарій оприлюднив відео, яке свідчить про те, що Васильєва заробляла на торгівлі полоненими та працювала на одну з російських спецслужб. Відома українська волонтерка Ліза Богутська на своїй Facebook-сторінці підтвердила правдивість відео.
Іраклій Комахідзе, грузинський блогер-розслідувач та експерт групи «Inform Napalm», зазначає, що хоча спочатку інформація від Васильєвої давала можливість уточнити деякі дані щодо складу російських сил вторгнення, але «з часом її діяльність перетворилася на фабрику фейків, яку противник використовує для подальшого промивання мізків жителям РФ і окупованих територій Донбасу». На його думку, під іменем Васильєвої виступає «ціла команда, робота якої найчастіше орієнтована на поширення дезінформації, що явно завдає шкоди інтересам України».